# Pitts India Act
De East India Company Act of Pitts India Act was een stuk Britse wetgeving uit 1784 over de East India Company en het bestuur van Brits-Indië, ingevoerd onder de regering van premier William Pitt de jongere. De Act voorzag in de benoeming van een Board of Control, die de gouverneur-generaal van Brits-Indië en het bestuur van de Britse koloniën controleerde. De gouverneur-generaal kreeg meer macht ten koste van het bestuur van de Company, dat werd hervormd. De Act kwam ter vervanging van de Regulating Act van 1773, die algemeen onvoldoende werd geacht.

## Achtergrond
De East India Company was in de 18e eeuw uitgegroeid tot een militaire en politieke macht van betekenis. Ze was als handelsmaatschappij verantwoordelijk voor het bestuur van grote delen van India, en beschikte over een groot staand leger om deze gebieden te verdedigen. De Britse regering gebruikte de Company als een belangrijke bron van goedkoop leenkapitaal, en wegens die rol kreeg de Company in de koloniën min of meer vrij spel. De relatie veranderde drastisch tijdens en na de crisis van 1772, toen de Company gedwongen werd geld van de regering te lenen en de rollen omkeerden. 
Als gevolg poogde de regering van Lord North in 1773 met de Regulation Act meer invloed over de Company en de koloniën te verwerven. Om verschillende redenen schuwde de Britse regering er aanvankelijk van terug het bestuur over de koloniën direct op zich te nemen. In plaats daarvan werd het gezag in handen gelegd van lieden die het vertrouwen van de politici in Londen genoten. Warren Hastings werd benoemd tot de eerste gouverneur-generaal. De gouverneur-generaal was de vertegenwoordiger van de Britse regering in de koloniën, en verantwoordelijk voor het politieke en militaire beleid in Indië. Hij had echter geen vrij spel en werd gecontroleerd door een bestuursraad die werd benoemd door het bestuur van de Company. In de praktijk diende de bestuursraad vooral de belangen van de aandeelhouders van de Company, die gericht waren op een optimale opbrengst op de korte termijn. Dit maakte dit de gouverneur-generaal vleugellam. Toen men besloot Lord Cornwallis als opvolger van Hastings te benoemen weigerde deze de functie te aanvaarden tenzij hij grotere bevoegdheden dan zijn voorganger zou krijgen.
Daarnaast bleek in de jaren 1780 dat de Company nog steeds niet in staat was aan haar financiële verplichtingen te voldoen. Tegelijkertijd groeide de publieke tegenzin over de veronderstelde zelfverrijking onder beambten van de Company in Indië. Dit alles vroeg om een betere oplossing.

## Bepalingen
De East India Company Act van 1784 gaf de gouverneur-generaal grotere bevoegdheden op het gebied van militaire zaken, relaties met inheemse machthebbers, en financiën. Hij hoefde niet langer naar een bestuursraad te luisteren. De gouverneurs van Bombay en Madras mochten voortaan geen beslissingen meer nemen zonder goedkeuring van de gouverneur-generaal. 
Het aantal directeuren van de Company werd teruggebracht tot drie. Er werd een Board of Control ingesteld dat samen met de directeuren op de gouverneur-generaal toe moest zien. De Board of Control bestond uit maximaal zes leden van de Britse Privy Council, waaronder ten minste de Secretary of State en de Chancellor of the Exchequer. De voorzitter van de Board was de Secretary of State. In de praktijk konden de directeuren wel beleid uitzetten, maar de gouverneur-generaal kon hun wensen makkelijk naast zich neerleggen, zeker als hij de Board of Control achter zich had. 
Omdat de Board of Control in Londen gevestigd was en de communicatie tussen Londen en Calcutta langer dan een jaar duurde, kwam het er op neer dat de gouverneur-generaal op korte termijn alle uitvoerende macht in handen kreeg.